# Осада Гонконгского политехнического университета
Осада Гонконгского политехнического университета произошла во время протестов в Гонконге 2019—2020 годов.
Осаде предшествовал аналогичный случай в Китайском университете Гонконга.

## 17 ноября
Около 10:00 утра некоторые граждане попытались расчистить блокпосты между Остин-роуд и Чатем-роуд-Саут, недалеко от церкви Розария. При попытке убрать препятствия на дороге протестующие заблокировали и помешали демонтировать блокпосты. В ходе противостояния в сторону людей, расчищающих заграждения, бросали кирпичи. Полицейский спецназ прибыл около 11:00 и вступил в противостояние с протестующими, применяя против них слезоточивый газ и резиновые пули. В ответ протестующие бросали кирпичи и бутылки с зажигательной смесью. Ситуация ухудшилась во второй половине дня, когда для прорыва линии протестующих были применены водомёты и броневики. Из водометов непрерывно использовалась вода, окрашенная в синий цвет для окраса одежды и кожи протестующих, те в свою очередь отбивались кирпичами и зажигательными бомбами.
Около 21:00 полиция публично объявила, что любой, кто будет арестован в Политехническом университете, будет обвинен в массовых беспорядках, как и любой, кто попытается войти внутрь или помочь людям, находящимся внутри. Полиция добавила, что любой, кто находится внутри кампуса, может мирно уйти через выход в Y-core. Однако те, кто пытался уехать через обозначенный выход, вместо этого были арестованы. Среди арестованных были сотрудники университета, репортеры, социальные работники, волонтеры по оказанию первой помощи, врачи и медсестры. Полиция утверждала, что протестующие маскировались под медицинских работников. Доктор Арисина Ма, президент Ассоциации государственных врачей Гонконга, раскритиковала полицию за то, что она арестовала и задержала их на 24 часа, а затем заставила внести залог вместо того, чтобы просто проверить их профессиональное удостоверение личности и отпустить. Хирург Даррен Манн, который был свидетелем того, как медиков связывали свиньями, и который звонил в Красный Крест и «Врачи без границ» с просьбой вмешаться, раскритиковал полицию за то, что она обращается с медицинским персоналом как с террористами, заявив: «Арест [действующего медицинского персонала] почти неизвестен в цивилизованных странах и несовместим с договором о гуманизме».
Руководство Политехнического университета опубликовало заявление, в котором говорится, что протестующие повредили его лаборатории и украли опасные химикаты. Впоследствии опасения по поводу безопасности усилились, поскольку Китайский университет и Городской университет также сообщили в полицию, что химические вещества, некоторые из которых являются токсичными, едкими или легковоспламеняющимися и смертельно опасными, были украдены из их лабораторий.

## 18 ноября
Ауксилиарий Гонконга Джозеф Ха и ряд продемократически настроенных законодателей попросили о встрече с командующим гонконгской полиции, надеясь, что кризис может быть урегулирован мирным путем, но тот отказался. После этого демократические законодатели провели пресс-конференцию и заявили, что в Политехническом университете происходит серьезный гуманитарный кризис, и потребовали от главы администрации Гонконга Кэрри Лам высказаться и немедленно положить конец кризису, чтобы избежать каких-либо серьезных последствий.
Полиция арестовала 213 человек в ту ночь по всему Коулуну. На 8 июня 2023 года всего 112 человек были признаны виновными в массовых беспорядках, из них 85 человек были заключены в тюрьму сроком от 12 до 64 месяцев.

## 19-27 ноября
Полицейский спецназ запер протестующих внутри университета, поскольку противостояние продолжалось, а студенты отчаянно пытались сбежать из кампуса. Некоторые бежали на зиплайне с одного из университетских мостов или, в некоторых случаях, через канализацию
. Сообщается, что у протестующих не было возможности уйти. Количество протестующих, оказавшихся в ловушке внутри здания, оспаривалось: полиция оценивала их число примерно в 80–100 человек, в то время как протестующие утверждали, что их число составляло около 200 человек.

## 28-29 ноября
На фоне сокращения числа протестующих в университете 28 ноября полиция вошла в университет, чтобы разыскать отставших и очистить помещение от опасных материалов. После двухдневных поисков, в ходе которых не было обнаружено ни одного человека, полиция сняла оцепление 29 ноября. Университет оставался закрытым до тех пор, пока кампус не был признан безопасным. На территории кампуса продолжали находить бутылки с зажигательной смесью и другое оружие. Было обнаружено более 4 000 зажигательных бомб, из них 600 привязанные к портативным баллонам с пропаном.